# George Lasry
George Lasry ist ein israelischer Informatiker und Kryptoanalytiker. Internationale Aufmerksamkeit erlangte er auch durch seine kryptologischen Aktivitäten. So gelang es ihm, unterschiedliche, seit Jahrzehnten ungebrochene Kryptogramme als Erster zu entziffern.

## Leben
George Lasry arbeitet für Google in Israel. Zuvor war er wissenschaftlicher Mitarbeiter bei der Forschungsgruppe Angewandte Informationssicherheit (AIS) der Universität Kassel und promovierte dort im Jahr 2017 bei Professor Arno Wacker zum Doktor der Naturwissenschaften (Dr. rer. nat.). Das Thema seiner Dissertation lautete A Methodology for the Cryptanalysis of Classical Ciphers with Search Metaheuristics. Sein Hauptinteresse bei der kryptografischen Forschung liegt in der computergestützten Kryptoanalyse klassischer Chiffren und Chiffriermaschinen.
Dabei liegt der Fokus auf der Anwendung lokaler Suchmetaheuristiken, wie beispielsweise Hillclimbing oder Simulated Annealing, mit dem Ziel, schwierige klassische Verschlüsselungen zu brechen. Die von ihm entwickelten Kryptoanalysmethoden wurden erfolgreich angewendet, um höchst unterschiedlich verschlüsselte Geheimtexte zu entziffern. Zu den von ihm erfolgreich attackierten Verschlüsselungsmethoden gehören klassische Handschlüssel, wie die Playfair-Methode, die doppelte Spaltentransposition und das ADFGVX-Verfahren, sowie Maschinenschlüssel, wie die M-209 und die Enigma-Maschine. Darüber hinaus erforscht er neue kryptanalytische Angriffsmöglichkeiten gegen Schlüsselmaschinen wie die Sigaba, die Hagelin CX-52, den Lorenz-Schlüsselzusatz SZ 42 und den Geheimschreiber T52.
Auch befasst er sich mit geheimen Codes und Codebüchern, beispielsweise der deutschen Kaiserlichen Marine aus dem Ersten Weltkrieg.

## Schriften (Auswahl)
- Cracking SIGABA in less than 24 hours on a consumer PC, Cryptologia, 2021 .
- mit Elonka Dunin, Magnus Ekhall, Konstantin Hamidullin, Nils Kopal, Klaus Schmeh: How we set new world records in breaking Playfair ciphertexts. Cryptologia, 2021,  doi:10.1080/01611194.2021.1905734.
- Modern Cryptanalysis of Schlüsselgerät 41. In: HistoCrypt 2021, Amsterdam, 20–22 Juni 2022, S. 101–110, PDF; 68,1 MB.
- Deciphering a Letter to Louis XIV from his Ambassador to the Dutch Republic, le Comte d’Avaux, 1684. In: HistoCrypt 2021, Amsterdam, 20–22 Juni 2022, S. 94-100, PDF; 68,1 MB.
- mit Richard Bean und Frode Weierud: Eavesdropping on the Biafra-Lisbon link – breaking historical ciphers from the Biafran war, Cryptologia 2020, doi:10.1080/01611194.2020.1762261.
- mit Beáta Megyesi und Nils Kopal: Deciphering papal ciphers from the 16th to the 18th Century. Cryptologia 2020, doi:10.1080/01611194.2020.1755915.
- mit Ingo Niebel und Torbjörn Andersson: Deciphering German diplomatic and naval attaché messages from 1900–1915. Cryptologia 2020, doi:10.1080/01611194.2020.1755914.
- mit Beáta Megyesi, Bernhard Esslinger, Alicia Fornés, Nils Kopal, Benedek Láng, Karl de Leeuw, Eva Pettersson, Arno Wacker und Michelle Waldispühl: Decryption of historical manuscripts – the DECRYPT project.  Cryptologia 2020, 44:6, S. 545–559, doi:10.1080/01611194.2020.1716410.
- mit Nils Kopal und Arno Wacker: Cryptanalysis of Enigma double indicators with hill climbing. Cryptologia 2019, 43:4, S. 267–292, doi:10.1080/01611194.2018.1551253.
- A Practical Meet-in-the-Middle Attack on SIGABA, 2nd International Conference on Historical Cryptology, HistoCrypt 2019, PDF; 2,3 MB.
- Solving a 40-Letter Playfair Challenge with CrypTool 2, 2nd International Conference on Historical Cryptology, HistoCrypt 2019.
- mit Nils Kopal und Arno Wacker: Ciphertext-only cryptanalysis of short Hagelin M-209 ciphertexts. Cryptologia 2018, 42:6, S. 485–513, doi:10.1080/01611194.2018.1428836.
- mit Ingo Niebel, Nils Kopal und Arno Wacker: Deciphering ADFGVX messages from the Eastern Front of World War I. Cryptologia 2017, 41:2, S. 101–136, doi:10.1080/01611194.2016.1169461.
- A Methodology for the Cryptanalysis of Classical Ciphers with Search Metaheuristics. Dissertation Uni Kassel 2017, PDF; 10,6 MB.
- mit Moshe Rubin, Nils Kopal und Arno Wacker: Cryptanalysis of Chaocipher and solution of Exhibit 6. Cryptologia 2016, 40:6, S. 487–514, doi:10.1080/01611194.2015.1091797.
- mit Nils Kopal und Arno Wacker: Cryptanalysis of columnar transposition cipher with long keys.  Cryptologia 2016, 40:4, S. 374–398, doi:10.1080/01611194.2015.1087074.
- mit Nils Kopal und Arno Wacker: Automated KnownPlaintext Cryptanalysis of Short Hagelin M-209 Messages. Cryptologia 2016, 40:1, S. 49–69, doi:10.1080/01611194.2014.988370.
- mit Nils Kopal und Arno Wacker: Solving the Double Transposition Challenge with a Divide-and-Conquer Approach. Cryptologia 2014, 38:3, S. 197–214, doi:10.1080/01611194.2014.915269.